# Суви До (Липљан)
Суви До (алб. Suhodoll) је насеље у општини Липљан, Косово и Метохија, Република Србија.

## Географија
Село је у равници, у тзв. Широком пољу. Садашњи главни део села је поред саме косовске железничке пруге, на 2 км северно и северозападно од Липљана, а куће мањег дела села су скоро на двоструко краћем растојању од Липљана. Јужном страном колоније пружа се корито потока Суви До, по коме је село добило име. Село има два дела. На западној страни је била и кула чифличког господара, које је порушена 1912. Делови села немају посебна имена.

## Историја
Село се као Соуходол помиње у Грачаничкој повељи краља Милутина из 1321. Крајем 18. века је село као чифлик обновио „Црни бег“ из Приштине. Нешто касније су ту на куповину преселио један албански род са Робовачких Појата, па је и он држао чифчије. Али, од обнављања села чифчије су у њему били само Албанции.

## Порекло становништва
Колонисти
Из Босанског Петровца
- Кртинићи (6 к.)
- Дукићи (5 к.)
- Балабановићи (4 к.)
- Радаковићи (1 к.)
- Дрљача (1 к.)
- Ромић (2 к.)
- Филиповић (2 к.)
- Шарац (2 к.)
- Радошевић (3 к.)
- Бркљач (1 к.)
- Даутовић (1 к.)
- Вигњевић (1 к.)
- Ожеговић (3 к.)
- Лабус (2 к.)
- Петровић (1 к.)
- Мирковић (1 к.)
- Ружић (1 к.)

Из Фоче
- Мијановић (1 к.).

Из Билеће
- Милићевићи (12 к.)
- Џелетовићи (4 к.)
- Илићи (5 к.)
- Вујевић (1 к.)
- Грбушић (1 к.)
- Мишевић (1 к.)
- Јокановић (1 к.)
- Бајчетић (1 к.)
- Самарџић (3 к.)
- Звијер (1 к.)
- Дендићи (3 к.)
- Милидраговић (1 к.)
- Сикимић (1 к.)
- Шаренац (1 к.)
- Лечић (1 к.)

Из Требиња
- Радовић (1 к.)
- Милановић (1 к.)
- Томашевић (1 к.)
- Тарајло (1 к.)

Из Љубиња
- Дошлић (1 к.)

Из Карловца (Хрватска)
- Папићи (3 к.)

Из Лике
из Зрмање
- Сучевић (2 к.)
- Ђалић (1 к.)
- Заклан (1 к.)
- Крњајић (1 к.)
- Кричковић (1 к.)
- Чанковић (1 к.)

из Удбине
- Косановић (1 к.)

из Госпића
- Обрадовић (1 к.)

из Лапца
- Дошен (2 к.)
- Медић (3 к.)

Из Боке
- Гуњајевић (1 к.)
- Лалошевић (2 к.)

Из Цуца
- Кривокапић (1 к.)

Из Његуша
- Дуда (1 к.)

Из Никшића
- Митровић (1 к.)
- Ђалић (1 к.)

Из Даниловграда
- Гашовићи (3 к.)
- Нешовићи (2 к.)
- Јововићи ( 1 к.)
- Бешићи (1 к.).

Из Баната
- Пиперски (1 к.).

Сви су колонисти досељени од 1920-1923.
Срби муслимани
- Хаџовићи (2 к.) Као мухаџири се 1878. иселили из варошице Колашина (Црна Гора) по њеном ослобођењу и настанили се у Бијелом Пољу, где су били чифчије. После неколико година прешли у околину Сјенице. Кренувши 1912. дубље у Турску, затекли се на Косову у балканском рату и зачифличе се у Сувом Долу.

Албанци
- Нуховић (1 к.), од фиса Краснића. Досељен крајем 18. века из Скадарске Малесије.
- Ашан (5 к.), од фиса Сопа. Преселио се од истоименог рода у Робовачким Појатама око 1820, али су ту били само на зимовању са стоком, јер су лето проводили на Корабу. Породице су из Новог Села у Топојану (код Љуме) довели тек 1915.
- Гунцат (1 к.) од фиса Гаша. Досељен из Гунцата (Подрима) око 1870.
- Бреговин (2 к.) од фиса Тсача. Мухаџир је из 1878. из Бреговине (Топлица).
- Бајрамовић (1 к.) од фиса Битича. Доселио се око 1900. из Мерене (Дреница) за чифчију.[1]

## Демографија
| Година       | 1948 | 1953 | 1961 | 1971 | 1981 | 1991 |
| ------------ | ---- | ---- | ---- | ---- | ---- | ---- |
| Становништво | 725  | 679  | 626  | 495  | 638  | 641  |

|  |